# مقاطعة ساوثهامبتون (فيرجينيا)
 مقاطعة ساوثهامبتون  (بالإنجليزية:  Southampton County)‏ هي إحدى المقاطعات في ولاية فيرجينيا في الولايات المتحدة الأمريكية.

## أعلام
- توماس روفين غراي
- أنتوني دبليو جاردينر
- بيرسي ألسويرث
- جورج هنري توماس
- نات ترنر